# Klimahaus Bremerhaven
Klimahaus Bremerhaven 8° Ost – centrum naukowe znajdujące się w Bremerhaven w północnych Niemczech. Jest to symulacja podróży dookoła globu wzdłuż południka 8° 34' długości wschodniej, podczas której można przemierzyć wszystkie strefy klimatyczne na nim występujące. W ciągu zaledwie kilku minut można zobaczyć czym różni się 30-stopniowy tropikalny upał od arktycznego mrozu. Centrum zostało otwarte 26 czerwca 2009 roku. Co roku Klimahaus jest odwiedzany przez ponad 600 000 gości.